# Hush (singel Everglow)
Hush to drugi single album południowokoreańskiego girlsbandu Everglow. Singel został wydany cyfrowo oraz fizycznie 19 sierpnia 2019 r. Single album zawiera trzy utwory: „Hush”, „You Don't Know Me” oraz główny utwór „Adios”.

## Wydanie
4 sierpnia ujawniono, że Everglow wyda 19 sierpnia swój single album o tytule Hush.
Zdjęcia koncepcyjne zostały zrealizowane od 6 sierpnia do 8 sierpnia. Lista utworów została zrealizowana 11 sierpnia, ujawniono trzy utwory : „Hush”, piosenka tytułowa „Adios” i „You Don't Know Me”.
Teaser do teledysku został zrealizowany 14 sierpnia, a pełny teledysk 19 sierpnia razem z albumem.

## Promocja
Everglow zorganizowały pokaz na żywo 19 sierpnia, gdzie zaprezentowały „Adios” i „You Don't Know Me”.
Grupa zaczęła promować ich piosenkę tytułową „Adios” 22 sierpnia. Pierwsze wykonanie ich prowadzącego utworu na Mnet's M Countdown, również wystąpiły na KBS' Music Bank, MBC's Show! Music Core and SBS' Inkigayo.
24 sierpnia 2019 r. Everglow wygrały nagrodę w programie muzycznym The Show.

## Wydajność komercyjna
Hush zadebiutowało na 5. miejscu na Gaon Album Chart. Piosenki „Adios”, „Hush” i „You Don't Know Me” zadebiutowały jako 2 miejsce, 8 miejsce i odpowiednio na 10 miejscu na Billboard World Digital Songs.

## Lista utworów
| Nr | Tytuł utworu        | Tekst            | Kompozycja                                               | Aranżacja                | Długość |
| -- | ------------------- | ---------------- | -------------------------------------------------------- | ------------------------ | ------- |
| 1. | „Hush”              | Lee Bo-ra, 72    | Melanie Fontana, Lena Leon, Michel “Lindgren” Schulz, 72 | Michel “Lindgren” Schulz | 2:44    |
| 2. | „Adios”             | Seo Ji-eum, 72   | Olof Lindskog, Hayley Aitken, Gavin Jones, 72            | Ollipop                  | 3:09    |
| 3. | „You Don't Know Me” | Kang Jung-ah, 72 | Olof Lindskog, Ludwig Lindell, Hayley Aitken, 72         | Ollipop, Ludwig Lindell  | 3:09    |

## Notowania
| Lista (2019)               | Pozycja |
| -------------------------- | ------- |
| South Korean Albums (Gaon) | 5       |

## Wyróżnienia
| Krytyk/publikacja | Lista                             | Piosenka | Ranga |
| ----------------- | --------------------------------- | -------- | ----- |
| Dazed             | The 20 best K-pop songs of 2019   | „Adios”  | 19    |
| BuzzFeed          | 30 best K-pop songs of 2019       | „Adios”  | 5     |
| BuzzFeed          | 30 best K-pop music video of 2019 | „Adios”  | 30    |

### Wygrane (Muzyczne Programy)
| Program            | Data             |
| ------------------ | ---------------- |
| The Show (SBS MTV) | 24 września 2019 |